# Salvatore Giannella
Salvatore Giannella (Trinitapoli, 22 febbraio 1949) è un giornalista italiano.

## Biografia
Dopo gli studi classici, si laurea in lettere moderne. Inizia la carriera giornalistica collaborando con il settimanale Oggi. Partecipa a Genova all'esperimento di un giornale gestito in cooperativa, «Il lunedì». Dal 1974 è iscritto all'albo dei giornalisti della Lombardia come professionista.
Nel 1975 è chiamato a L'Europeo da Tommaso Giglio. Si trasferisce a Milano, dove vive tuttora. Nel 1984 viene chiamato alla direzione di Genius, il mensile scientifico del Gruppo L'Espresso. L'anno seguente torna a L'Europeo nelle vesti di direttore (1985-1986). Nel 1986 viene scelto da Giorgio Mondadori per dirigere Airone, il primo e più diffuso mensile di natura e civiltà. Lascia Airone nel 1994 e crea l’Editoriale Delfi, struttura specializzata in progetti ed eventi, servizi e realizzazioni per l'editoria. Dal 1997 è tra le principali firme di Oggi per i temi della cultura e delle scienze.
Nel 1999 scrive il libro L’Arca dell’Arte, in collaborazione con lo storico pesarese Pier Damiano Mandelli, per raccontare la storia di Pasquale Rotondi, soprintendente delle Marche che nel corso della seconda guerra mondiale diede rifugio e salvezza nel Montefeltro marchigiano a oltre seimila opere d'arte. Al nome di Rotondi lega il Premio internazionale ai salvatori dell’arte, che si assegna tuttora ogni anno a Sassocorvaro (PU). Allo stesso salvataggio dedica la sceneggiatura del film-documentario per Rai Educational La lista di Pasquale Rotondi, che vince il premio della Presidenza della Repubblica all'Art Doc Film Festival di Roma 2005 come «miglior film dedicato all'arte italiana». Per la stessa Rai Educational scrive la sceneggiatura del film Odissea negli abissi dedicato a Vassilj Archipov, il capitano della marina sovietica che durante la Crisi dei missili di Cuba con il suo NO al lancio di un missile atomico dal sottomarino assediato evitò lo scoppio della terza guerra mondiale.

## Riconoscimenti
Tra i riconoscimenti ricevuti, il premio Zanotti Bianco (1978) e il premio dei Club Unesco (1988). Nel 2007 Giannella ha ricevuto a Rimini la medaglia d'oro del comitato scientifico internazionale del Centro Pio Manzù, presieduto da Mikhail Gorbaciov:
Paulo Coelho lo ha salutato come «cronista della luce».

## Opere e collaborazioni
- Nel 2008 esce da Chiarelettere il libro Voglia di cambiare, diario di viaggio nell'Europa eccellente che ha risolto problemi che i nostri politici non risolvono da decenni.
- Nel 2009 ha pubblicato, per Allemandi editore, I Nicola, storie straordinarie di restauri d’arte nella storia di una famiglia che, oltre a dare lavoro a metà di Aramengo, il paese in cui opera, ha il merito di aver cancellato la triste fama di quel borgo dove i severi giudici sabaudi spedivano al confino i falliti (da qui la dizione popolare “andare a ramengo”, cioè fallire, andare in malora).
- Nella primavera 2010 sono usciti due libri da lui curati: La valle del Kamasutra, di Tonino Guerra, un volume antologico per festeggiare i 90 anni di quel grande poeta e sceneggiatore; e Consigli per un Paese normale, di Enzo Biagi, Rizzoli, raccolta dei dialoghi tenuti da Giannella con quel maestro di giornalismo. Nel 2012 ha curato l’ultimo libro di Tonino Guerra, Polvere di sole.
- Nel 2014 arriva nelle librerie Operazione Salvataggio, con le storie degli eroi sconosciuti che hanno salvato l’arte dalle guerre in Italia e nel mondo, e la Guida ai paesi dipinti in Lombardia, scritto con la storica dell’arte Benedetta Rutigliano e illustrato dalle immagini di Vittorio Giannella. Su sua idea nasce a Cassina de' Pecchi il MAIO, Museo dell’arte in ostaggio, dedicato ai tesori culturali trafugati dai nazisti durante la Seconda guerra mondiale e mai più tornati in Italia.
- Nel 2018 pubblica con la bolognese Minerva In viaggio con i maestri, serie di interviste (precedentemente apparse su Sette, settimanale del Corriere della Sera, ma arricchite da aneddoti, curiosità, statistiche e approfondimenti) su come 68 personaggi hanno guidato i grandi del nostro tempo.